# Classe Salisbury
Le fregate Type 61 della Classe Salisbury sono una classe di 4 unità picchetto radar, realizzate in Gran Bretagna per la Royal Navy negli anni cinquanta del XX secolo, e rimaste in servizio fino al 1985.

## Storia
Queste navi erano derivate dalle precedenti fregate Type 41 Leopard, ma dotate di armamento ridotto (una torre binata da 4,5 pollici contro due) per imbarcare più apparecchiature radar per la guida degli aerei, in particolare l'antenna, del peso di quattro tonnellate, del radar Type 965 (AKE-2 ). A differenza dei 4 cacciatorpediniere della classe Battle convertiti nella versione Aircraft Direction Conversion, il ruolo principale delle Type 61 non era rappresentato dalle operazioni con gruppi di portaerei veloci, per i quali mancava la velocità a causa del loro apparato motore diesel. Il ruolo delle Type 61 era quello di navi di sorveglianza aereo-navale e nave di controllo aereo per scortare le task force lente, come quelle anfibie. La classe fu inizialmente prevista di 8 unità, di cui sette ricevettero un nome: Salisbury, Chichester, Llandaff, Lincoln, Exeter, Gloucester, e Coventry.
La costruzione delle prime quattro unità fu approvata nel settembre 1950, e ordinata il 28 giugno 1951. La prima unità, la HMS F-32 Salisbury, fu impostata il 23 gennaio 1952.
La costruzione dell'Exeter e della Gloucester venne cancellata durante la Defense Review del 1957, mentre per la Coventry fu sospesa. Si sperava di ordinare la Coventry nel 1961, ma in quell'anno fu deciso di ordinare lo scafo progettato come una fregata della successiva classe Leander che divenne la HMS Penelope.

## Descrizione tecnica

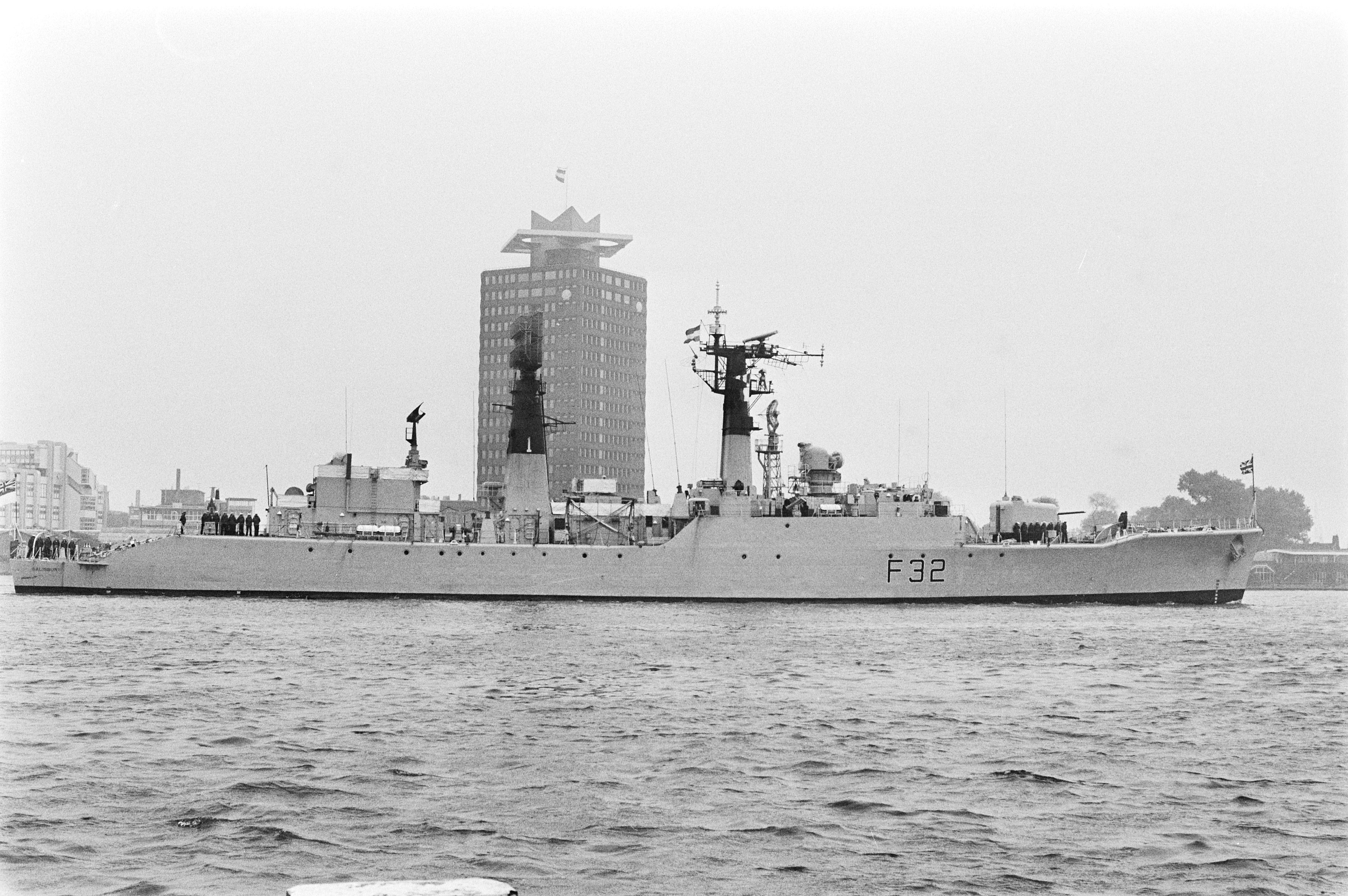
La fregata F-32 Salisbury in una foto del 1976 ad Amsterdam.

L'apparato propulsivo si basava su 12 motori diesel Admiralty Standard Range ASR1, di cui 8 utilizzati per la navigazione e 4 per produrre energia elettrica  (360 kW ognuno). Tali motori erano posizionati in tre diverse sale macchine, ognuna delle quali ne ospitava quattro. Sulla Llandaff una turbina a gas da 500 kW sostituì uno dei motori diesel. La dotazione carburante era pari a 220 tonnellate di gasolio.
L'armamento iniziale fregate si basava su due cannoni Mk.45 da 114/45 mm in una torretta binata prodiera, 2 cannoni antiaerei STAAG Mk.2 cal. 40/60 mm, e 1 lanciabombe antisommergibile triplo Squid ASWRL cal. 305 mm.   Durante i grandi lavori avvenuti tra il 1966-1968 la Lincoln fu dotata di un armamento su due cannoni Mk.45 da 114/45 mm, 1 cannone Bofors Mk.9 cal. 40/60, 2 impianti singoli per cannoni Mk.7 cal. 20/70, 1 lanciamissili quadruplo GWS 20 per missili superficie-aria Short Seacat (12 missili in dotazione), 1 lanciabombe antisommergibile triplo Squid ASWRL cal. 305 mm, diversa dotazione radar e una suite ECM Type 667. Tale armamento venne adottato successivamente anche dalla Salisbury.
Le apparecchiature radar principali montate sulle Type 61 erano inizialmente il radar di scoperta aerea Type 960 e il radar 3D di scoperta aeronavale Type 982M. Su tutte le unità il radar Type 960 fu sostituito dal Type 965P durante i lavori di manutenzione:
- Salisbury 1961-62.[1][11]
- Chichester 1963-64.[1][11]
- Llandaff 1964-66.[1][11]
- Lincoln 1966-68.[1]

Il radar Type 965 (AKE-2) aveva una grande antenna "double bedstead"  mentre il radar Type 982M aveva un'antenna "hayrake" più piccola. Il sistema missilistico superficie-aria a guida ottica Short GWS 20 Seacat fu installato sulla Lincoln durante il ciclo di lavori del 1966-1968 e sulla Salisbury in quello dal 1967-1970.  L'installazione di un sistema TACAN URN-3 inizialmente prevista fu poi abbandonata.

## Impiego operativo
Verso la fine degli anni sessanta del XX secolo le fregate Lincoln, Salisbury, Llandaff e le portaerei Ark Royal e Bulwark furono equipaggiate con il nuovo radar Type 986 che usava l'antenna del Type 982, in sostituzione parziale della capacità del radar 3D Type 984 andata persa con la graduale eliminazione delle portaerei dalla flotta britannica. Il radar Type 986 era destinato a sostituire parzialmente il Type 984 nella designazione dei bersagli aerei fino a circa 120 chilometri (75 miglia), che il radar Type 965 non poteva assicurare. Era solo una sostituzione parziale in quanto mancava la capacità del Type 984 di classificare ed assegnare le priorità a un numero elevato di bersagli per il rilevamento e l'intercettazione aerea. Il radar Type 965 era considerato obsoleto all'inizio degli anni settanta, e venne sostituito con il Type 986 era un radar scarsamente influenzabile dalle MTI, e dotato di capacità di localizzazione dei bersagli aerei sulla terra rispetto alla versione allo stato solido Type 966 del Type 965M. L'utilità del Type 986 fu limitata dalla scarsa velocità delle navi della classe Salisbury, e nel 1974 fu presa una decisione politica per cui da allora in avanti solo le fregate antisommergibili sarebbero state operative nella flotta. Pertanto, per il resto del decennio, la Salisbury e la Lincoln si alternarono tra la posizione di riserva e periodi di servizio attivo. La loro lunga autonomia e la possibilità di risparmio di carburante data dai motori diesel le rese ideali per i pattugliamenti nelle zone dell'America del sud e del Sud Atlantico.
Alla fine del 1978 tutte le navi realizzate erano state messe fuori squadra e impiegate per compiti minori. Si cercò di venderle, e furono avviate trattative con l'Egitto che era interessato ad acquistare la Salisbury e la Lincoln, ma l'affare non andò a buon fine. La Llandaff ha continuato a utilizzate l'impianto binato Bofors Mk. 5 fino a quando, nel dicembre 1978, non venne venduta alla marina del Bangladesh che la ribattezzò Umar Farooq. L'ultima unità britannica ad essere radiata fu la Salisbury che venne utilizzata come nave addestrativa a Devonport fino al 1985.

## Unità
| Nome       | Pennant number | Stato                                              | Cantiere navale                                               | Impostazione   | Varo             | Ingresso in servizio | Destino finale   |
| ---------- | -------------- | -------------------------------------------------- | ------------------------------------------------------------- | -------------- | ---------------- | -------------------- | ---------------- |
| Salisbury  | F-32           | affondata come nave bersaglio il 30 settembre 1985 | HM Dockdyard, Devonport                                       | 23 agosto 1951 | 26 giugno 1953   | 27 febbraio 1957     | radiata nel 1985 |
| Chichester | F-59           | demolita a Queenborough il 17 marzo 1981           | Fairfield Shipbuilding and Engineering Co Ltd, Govan, Glasgow | 26 giugno 1956 | 21 giugno 1955   | 16 maggio 1958       | radiata nel 1981 |
| Llandaff   | F-61           | venduta al Bangladesh il 10 dicembre 1976          | R & W Hawthorn Leslie and Co Ltd, Newcastle upon Tyne         | 27 agosto 1953 | 30 novembre 1955 | 11 aprile 1958       | radiata nel 1976 |
| Lincoln    | F-99           | demolita nel 1983                                  | Fairfield Shipbuilding and Engineering Co Ltd, Govan, Glasgow | 1 giugno 1955  | 6 aprile 1959    | 7 luglio 1960        | radiata nel 1981 |

### Annotazioni
1. ↑  Le unità recavano il nome di altrettante città che ospitavano grandi cattedrali.

### Fonti
1. 1 2 3 4 5 6  Friedman 2008, p. 203.
2. ↑  M.K. Purvis,  Post War RN Frigate and Guided Missile Destroyer Design 1944-1969,  Transactions,  Royal Institution of Naval Architects (RINA),  1974-
3. ↑  Leo Marriott, Royal Navy Frigates Since 1945, Second Edition, Ian Allan Ltd (Surrey, UK), 1990.
4. ↑  Boniface 2006, p. 5.
5. 1 2 3 4 5 6 7 8  Navypedia.
6. 1 2 3 4  Boniface 2006, p. 7.
7. 1 2 3 4 5 6  Hmsllandaff.
8. ↑  Hazegray.
9. 1 2  Friedman 2008, p. 205.
10. 1 2  Boniface 2006, p. 8.
11. 1 2 3  Raymond, Blackman 1966, p. 296.
12. ↑  Friedman 2008, p. 206.
13. ↑  Friedman 2008, p. 162.